# 扬·卡利沃达
扬·克什提特尔·瓦茨拉夫·卡利沃达（捷克語：Jan Křtitel Václav Kalivoda；1801年2月21日—1866年12月3日），波西米亚作曲家。早年在布拉格音乐学院学习，1822年到多瑙艾辛根的菲斯滕贝格大公宫廷任职，直到1865年退休。他的作品很多，在当时获得了舒曼等人的高度评价。他的交响曲是浪漫主义的早期代表作品。

## 外部連結
- 扬·卡利沃达的免费乐谱，由国际乐谱典藏计划提供